# All the Cats Join In (jazz)
Pour les articles homonymes, voir Cats et All the Cats Join In.
Clip vidéo
[vidéo] « Benny Goodman - All The Cats Join In (1944) », sur YouTube
[vidéo] « Benny Goodman - All The Cats Join In - La Boîte à musique - Studios Disney (1946) », sur YouTube
[vidéo] « Buck Clayton - All The Cats Join In (1956) », sur YouTube
All the Cats Join In (Tous les chats se rejoignent, en anglais - les cats désignant les jazzmen ou les amateurs de jazz) est un standard de jazz-swing américain, composé par Eddie Sauter (en) et Alec Wilder, et écrit par Ray Gilbert, enregistré pour la première fois en 1944 chez Capitol Records par le big band swing-jazz de Benny Goodman, repris avec succès par ce dernier en 1946 pour la musique de la séquence All the Cats Join In, du film La Boîte à musique, des studios Disney.

## Historique
Benny Goodman (surnommé « The King of Swing » le Roi du Swing, depuis The Famous 1938 Carnegie Hall Jazz Concert, de Manhattan à New York) enregistre de nombreuses fois ce succès international de l'Ère du jazz et des big band swing-jazz américains de la Seconde Guerre mondiale, dont une première fois en version instrumentale le 12 juin 1944 chez Capitol Records,,, une seconde fois avec la chanteuse Liza Morrow le 6 février 1946, et une troisième fois (avec des paroles ajoutées) pour une des dix séquences All the Cats Join In, du film La Boîte à musique (Make Mine Music) de 1946 (10e long-métrage d'animation, et 8e « Classique d'animation » des studios Disney)... 

## Reprises
Ce standard de jazz est réenregistré de nombreuses fois par Benny Goodman durant sa longue carrière, et repris par de nombreux interprètes, dont Buck Clayton (1956), Coleman Hawkins, Peggy Lee, Catherine Russell... 

## Cinéma
- 1946 : La Boîte à musique, studios Disney, séquence All the Cats Join In, par Benny Goodman.

## Anecdotes
- Walt Disney Pictures connait un nouveau grand succès de cinéma international, de cats et de jazz, avec la chanson Tout le monde veut devenir un cat des Aristochats en 1970[10].